# Mistrzostwa świata do lat 18 w hokeju na lodzie mężczyzn 2024 (III Dywizja)
Mistrzostwa świata do lat 18 w hokeju na lodzie mężczyzn III dywizji 2024 odbyły się w dwóch państwach: w Turcji (Stambuł) oraz w Południowej Afryce (Kapsztad). Zawody grupy A zostały rozegrane w dniach 4–10 marca 2024 roku, natomiast grupy B 4–7 marca 2024 roku.
W mistrzostwach trzeciej dywizji uczestniczyło 10 zespołów, które zostały podzielone na dwie grupy: jedną 6 zespołową, drugą 4 zespołową. Rozgrywały one mecze systemem każdy z każdym. Pierwsza drużyna turnieju grupy A awansowała do mistrzostw świata drugiej dywizji grupy B, ostatni zespół grupy A zagrał w grupie B, zastępując zwycięzcę turnieju grupy B.
Hale, w których odbyły się zawody to:
- Zeytinburnu Ice Rink, w Stambule
- Stadion lodowy, w Kapsztadzie

## Grupa A
Wyniki
| 4 marca 2024 | Nowa Zelandia | 2:5 | Meksyk | Zeytinburnu Ice Rink, Stambuł |

| Szczegóły      | Szczegóły                                 | Szczegóły       | Szczegóły | Szczegóły                                                                                 |
| -------------- | ----------------------------------------- | --------------- | --- | ----------------------------------------------------------------------------------------- |
| Godzina: 13:00 | D. Koptev (EQ) 03:11 L. Wimmer (EQ) 53:31 | (1:1, 0:2, 1:2) | 08:51 (EQ) L. del Blanco 27:15 (EQ) M. Abdala 34:11 (EQ) L. Valencia 49:37 (EQ) A. Natenzon 58:43 (EQ) L. Valencia | Widzów: 112 Sędzia główny: Michal Klejna Sędziowie liniowi: Martin Hercog Taha Kavlakoglu |
| Godzina: 13:00 | 6 min. kar                                |                 | 8 min. kar | Widzów: 112 Sędzia główny: Michal Klejna Sędziowie liniowi: Martin Hercog Taha Kavlakoglu |

| 4 marca 2024 | Islandia | 13:1 | Bośnia i Hercegowina | Zeytinburnu Ice Rink, Stambuł |

| Szczegóły      | Szczegóły | Szczegóły       | Szczegóły                | Szczegóły                                                                              |
| -------------- | --- | --------------- | ------------------------ | -------------------------------------------------------------------------------------- |
| Godzina: 16:30 | B. Kristjansson (PP) 09:14 A. Reynisson (EQ) 12:36 H. Bjarnason (EQ) 21:44 H. Bjarnason (EQ) 28:54 A. Ingason (EQ) 31:21 B. Johannsson (EQ) 32:12 H. Bjarnason (EQ) 38:55 A. Reynisson (EQ) 39:59 H. Bjarnason (EQ) 40:57 S. Gudnason (EQ) 49:15 Y. Haflidason (EQ) 53:22 H. Karvelsson (EQ) 53:53 B. Kristjansson (EQ) 54:22 | (2:0, 6:1, 5:0) | 30:23 (PP) A. Bajramović | Widzów: 72 Sędzia główny: Nikolas Neutzer Sędziowie liniowi: Gokhan Peker Petr Šimánek |
| Godzina: 16:30 | 6 min. kar |                 | 2 min. kar               | Widzów: 72 Sędzia główny: Nikolas Neutzer Sędziowie liniowi: Gokhan Peker Petr Šimánek |

| 4 marca 2024 | Turcja | 3:5 | Belgia | Zeytinburnu Ice Rink, Stambuł |

| Szczegóły      | Szczegóły                                                         | Szczegóły       | Szczegóły | Szczegóły                                                                                  |
| -------------- | ----------------------------------------------------------------- | --------------- | --- | ------------------------------------------------------------------------------------------ |
| Godzina: 20:00 | M. Karadağ (EQ) 09:26 M. Karadağ (EQ) 22:37 M. Karadağ (PP) 39:45 | (1:1, 2:2, 0:2) | 08:20 (EQ) R. van Bruyssel 30:26 (EQ) R. Delport 38:15 (EQ) T. Geenen 51:39 (PP) S. Blanchy 59:38 (EQ/ENG) D. Berckx | Widzów: 750 Sędzia główny: Jan Jaroš Sędziowie liniowi: Ryohma Taniguchi Niklas Wilhelmsen |
| Godzina: 20:00 | 8 min. kar                                                        |                 | 8 min. kar | Widzów: 750 Sędzia główny: Jan Jaroš Sędziowie liniowi: Ryohma Taniguchi Niklas Wilhelmsen |

| 5 marca 2024 | Bośnia i Hercegowina | 2:7 | Nowa Zelandia | Zeytinburnu Ice Rink, Stambuł |

| Szczegóły      | Szczegóły                                 | Szczegóły       | Szczegóły | Szczegóły                                                                               |
| -------------- | ----------------------------------------- | --------------- | --- | --------------------------------------------------------------------------------------- |
| Godzina: 13:00 | F. Capin (PP) 27:44 S. Koronja (EQ) 42:54 | (0:1, 1:3, 1:3) | 08:30 (EQ) W. Bary 21:38 (EQ) A. Cunningham 24:26 (EQ) L. Boniface 39:52 (EQ) L. Wimmer 51:35 (EQ) A. Cunningham 54:42 (EQ) J. Paterson 55:50 (EQ) J. Paterson | Widzów: 25 Sędzia główny: U Chi Fong Sędziowie liniowi: Ryohma Taniguchi Chun Hang Wong |
| Godzina: 13:00 | 8 min. kar                                |                 | 4 min. kar | Widzów: 25 Sędzia główny: U Chi Fong Sędziowie liniowi: Ryohma Taniguchi Chun Hang Wong |

| 5 marca 2024 | Belgia | 8:0 | Meksyk | Zeytinburnu Ice Rink, Stambuł |

| Szczegóły      | Szczegóły | Szczegóły       | Szczegóły   | Szczegóły                                                                                |
| -------------- | --- | --------------- | ----------- | ---------------------------------------------------------------------------------------- |
| Godzina: 16:30 | N. Laeremans (EQ) 00:43 S. Willems (EQ) 11:09 R. van Bruyssel (EQ) 23:44 R. van Bruyssel (EQ) 27:06 N. Laeremans (EQ) 30:39 D. Hendrix (EQ) 31:08 T. Geenen (EQ) 32:01 L. Pandini (EQ) 32:17 | (2:0, 6:0, 0:0) |             | Widzów: 110 Sędzia główny: Michal Klejna Sędziowie liniowi: Taha Kavlakoglu Gokhan Peker |
| Godzina: 16:30 | 20 min. kar |                 | 12 min. kar | Widzów: 110 Sędzia główny: Michal Klejna Sędziowie liniowi: Taha Kavlakoglu Gokhan Peker |

| 5 marca 2024 | Islandia | 3:7 | Turcja | Zeytinburnu Ice Rink, Stambuł |

| Szczegóły      | Szczegóły                                                                    | Szczegóły       | Szczegóły | Szczegóły                                                                                |
| -------------- | ---------------------------------------------------------------------------- | --------------- | --- | ---------------------------------------------------------------------------------------- |
| Godzina: 20:00 | Y. Haflidason (PP2) 31:15 H. Bjarnason (EQ) 53:04 O. Bjorgvinsson (PP) 58:04 | (0:4, 1:1, 2:2) | 00:41 (EQ) A. Yayilkan 06:27 (EQ) S. Gök 07:02 (EQ) E. İnandı 07:53 (EQ) E. Öztorun 25:12 (EQ) E. Odabaş 41:30 (EQ) A. Yayilkan 44:24 (EQ) E. Odabaş | Widzów: 650 Sędzia główny: Nikolas Neutzer Sędziowie liniowi: Martin Hercog Petr Šimánek |
| Godzina: 20:00 | 2 min. kar                                                                   |                 | 14 min. kar | Widzów: 650 Sędzia główny: Nikolas Neutzer Sędziowie liniowi: Martin Hercog Petr Šimánek |

| 7 marca 2024 | Belgia | 9:2 | Bośnia i Hercegowina | Zeytinburnu Ice Rink, Stambuł |

| Szczegóły      | Szczegóły | Szczegóły       | Szczegóły                                    | Szczegóły                                                                          |
| -------------- | --- | --------------- | -------------------------------------------- | ---------------------------------------------------------------------------------- |
| Godzina: 13:00 | F. Gregory (EQ) 14:08 D. Berckx (PP) 27:47 D. Vermeulen (EQ) 30:36 D. Schoovaerts (EQ) 41:36 R. Delport (EQ) 42:56 T. Geenen (EQ) 43:59 F. Gregory (EQ) 53:45 D. Schoovaerts (EQ) 54:02 N. Laeremans (EQ) 58:35 | (1:0, 2:2, 6:0) | 34:08 (SH) V. Vučinić 39:12 (PP) B. Vranešić | Widzów: 55 Sędzia główny: U Chi Fong Sędziowie liniowi: Martin Hercog Petr Šimánek |
| Godzina: 13:00 | 8 min. kar |                 | 10 min. kar                                  | Widzów: 55 Sędzia główny: U Chi Fong Sędziowie liniowi: Martin Hercog Petr Šimánek |

| 7 marca 2024 | Islandia | 6:2 | Nowa Zelandia | Zeytinburnu Ice Rink, Stambuł |

| Szczegóły      | Szczegóły | Szczegóły       | Szczegóły                                  | Szczegóły                                                                            |
| -------------- | --- | --------------- | ------------------------------------------ | ------------------------------------------------------------------------------------ |
| Godzina: 16:30 | Y. Haflidason (PP) 10:03 Ar. Ingason (EQ) 20:29 H. Hrolfsson (SH) 20:48 Al. Ingason (PP) 24:41 H. Bjarnason (EQ) 37:48 H. Bjarnason (PP) 54:20 | (1:1, 4:1, 1:0) | 01:21 (EQ) O. Rout 29:20 (EQ) M. MacDonald | Widzów: 65 Sędzia główny: Jan Jaroš Sędziowie liniowi: Gokhan Peker Ryohma Taniguchi |
| Godzina: 16:30 | 8 min. kar |                 | 10 min. kar                                | Widzów: 65 Sędzia główny: Jan Jaroš Sędziowie liniowi: Gokhan Peker Ryohma Taniguchi |

| 7 marca 2024 | Turcja | 2:4 | Meksyk | Zeytinburnu Ice Rink, Stambuł |

| Szczegóły      | Szczegóły                                  | Szczegóły       | Szczegóły                                                                               | Szczegóły                                                                                    |
| -------------- | ------------------------------------------ | --------------- | --------------------------------------------------------------------------------------- | -------------------------------------------------------------------------------------------- |
| Godzina: 20:00 | A. Yayilkan (EQ) 01:30 H. Yavuz (PP) 42:22 | (1:1, 0:1, 1:2) | 15:17 (EQ) L. Valencia 38:52 (PP) E. Jimenez 46:23 (SH) N. Potts 54:55 (PP) L. Valencia | Widzów: 810 Sędzia główny: Michal Klejna Sędziowie liniowi: Niklas Wilhelmsen Chun Hang Wong |
| Godzina: 20:00 | 39 min. kar                                |                 | 16 min. kar                                                                             | Widzów: 810 Sędzia główny: Michal Klejna Sędziowie liniowi: Niklas Wilhelmsen Chun Hang Wong |

| 8 marca 2024 | Nowa Zelandia | 4:7 | Belgia | Zeytinburnu Ice Rink, Stambuł |

| Szczegóły      | Szczegóły                                                                                      | Szczegóły       | Szczegóły | Szczegóły                                                                              |
| -------------- | ---------------------------------------------------------------------------------------------- | --------------- | --- | -------------------------------------------------------------------------------------- |
| Godzina: 13:00 | D. Koptev (EQ) 17:52 M. MacDonald (SH2) 26:16 J. Paterson (PP) 50:34 J. Paterson (PP/EA) 58:37 | (1:3, 1:2, 2:2) | 10:40 (EQ) R. van Bruyssel 11:09 (EQ) F. Gregory 12:31 (EQ) S. Willems 29:55 (EQ) R. van Bruyssel 34:36 (EQ) L. Pandini 51:19 (EQ) N. Laeremans 56:06 (PP2) R. van Bruyssel | Widzów: 75 Sędzia główny: Michal Klejna Sędziowie liniowi: Petr Šimánek Chun Hang Wong |
| Godzina: 13:00 | 10 min. kar                                                                                    |                 | 14 min. kar | Widzów: 75 Sędzia główny: Michal Klejna Sędziowie liniowi: Petr Šimánek Chun Hang Wong |

| 8 marca 2024 | Meksyk | 5:2 | Islandia | Zeytinburnu Ice Rink, Stambuł |

| Szczegóły      | Szczegóły | Szczegóły       | Szczegóły                                      | Szczegóły                                                                                  |
| -------------- | --- | --------------- | ---------------------------------------------- | ------------------------------------------------------------------------------------------ |
| Godzina: 16:30 | E. Jimenez (PP) 11:20 L. Valencia (EQ) 12:49 L. Valencia (SH) 15:47 L. del Blanco (EQ) 27:35 N. Potts (EQ) 50:16 | (3:0, 1:1, 1:1) | 29:30 (EQ) H. Hrolfsson 59:59 (EQ) S. Gudnason | Widzów: 99 Sędzia główny: Nikolas Neutzer Sędziowie liniowi: Martin Hercog Taha Kavlakoglu |
| Godzina: 16:30 | 8 min. kar |                 | 6 min. kar                                     | Widzów: 99 Sędzia główny: Nikolas Neutzer Sędziowie liniowi: Martin Hercog Taha Kavlakoglu |

| 8 marca 2024 | Bośnia i Hercegowina | 1:15 | Turcja | Zeytinburnu Ice Rink, Stambuł |

| Szczegóły      | Szczegóły               | Szczegóły       | Szczegóły | Szczegóły                                                                                  |
| -------------- | ----------------------- | --------------- | --- | ------------------------------------------------------------------------------------------ |
| Godzina: 20:00 | I. Silajdzić (EQ) 54:09 | (0:4, 0:5, 1:6) | 05:37 (PP) H. Yavuz 11:33 (EQ) M. Karadağ 13:32 (EQ) E. Odabaş 17:07 (EQ) S. Gök 22:24 (SH) A. Tinaz 27:01 (SH) K. Bahadır 28:04 (SH) E. Öztorun 32:29 (EQ) A. Tinaz 34:58 (PP) E. İnandı 40:24 (EQ) E. İnandı 45:09 (EQ) Ö. Altay 48:13 (PP) A. Tinaz 54:58 (EQ) E. İnandı 55:26 (EQ) E. Odabaş 57:13 (PP2) E. İnandı | Widzów: 350 Sędzia główny: Jan Jaroš Sędziowie liniowi: Ryohma Taniguchi Niklas Wilhelmsen |
| Godzina: 20:00 | 14 min. kar             |                 | 33 min. kar | Widzów: 350 Sędzia główny: Jan Jaroš Sędziowie liniowi: Ryohma Taniguchi Niklas Wilhelmsen |

| 10 marca 2024 | Meksyk | 10:1 | Bośnia i Hercegowina | Zeytinburnu Ice Rink, Stambuł |

| Szczegóły      | Szczegóły | Szczegóły       | Szczegóły             | Szczegóły                                                                           |
| -------------- | --- | --------------- | --------------------- | ----------------------------------------------------------------------------------- |
| Godzina: 13:00 | J. Wilson (PP) 05:48 J. P. Briseno (PP) 19:21 J. Wilson (EQ) 24:33 M. Abdala (PP) 26:03 N. Potts (PP) 31:20 M. Abdala (EQ) 41:38 L. Valencia (SH) 44:32 E. Jimenez (EQ) 57:23 A. Natenzon (EQ) 58:40 L. Valencia (PP) 59:48 | (2:0, 3:0, 5:1) | 55:22 (SH) V. Vučinić | Widzów: 50 Sędzia główny: Jan Jaroš Sędziowie liniowi: Taha Kavlakoglu Gokhan Peker |
| Godzina: 13:00 | 10 min. kar |                 | 18 min. kar           | Widzów: 50 Sędzia główny: Jan Jaroš Sędziowie liniowi: Taha Kavlakoglu Gokhan Peker |

| 10 marca 2024 | Belgia | 4:2 | Islandia | Zeytinburnu Ice Rink, Stambuł |

| Szczegóły      | Szczegóły                                                                                           | Szczegóły       | Szczegóły                                           | Szczegóły                                                                               |
| -------------- | --------------------------------------------------------------------------------------------------- | --------------- | --------------------------------------------------- | --------------------------------------------------------------------------------------- |
| Godzina: 16:30 | S. Blanchy (PP) 08:24 A. Van de Brande (PP) 11:21 N. Laeremans (EQ) 14:53 D. Schoovaerts (EQ) 46:57 | (3:1, 0:1, 1:0) | 06:57 (SH) O. Bjorgvinsson 34:20 (EQ) H. Karvelsson | Widzów: 46 Sędzia główny: Michal Klejna Sędziowie liniowi: Martin Hercog Chun Hang Wong |
| Godzina: 16:30 | 10 min. kar                                                                                         |                 | 8 min. kar                                          | Widzów: 46 Sędzia główny: Michal Klejna Sędziowie liniowi: Martin Hercog Chun Hang Wong |

| 10 marca 2024 | Turcja | 11:6 | Nowa Zelandia | Zeytinburnu Ice Rink, Stambuł |

| Szczegóły      | Szczegóły | Szczegóły       | Szczegóły | Szczegóły                                                                                     |
| -------------- | --- | --------------- | --- | --------------------------------------------------------------------------------------------- |
| Godzina: 20:00 | M. Karadağ (PP) 01:45 A. Yayilkan (EQ) 08:06 E. Odabaş (PS) 10:01 A. Tinaz (EQ) 10:07 E. İnandı (SH) 12:29 E. İnandı (EQ) 16:44 E. Odabaş (EQ) 20:59 E. İnandı (EQ) 34:58 E. Odabaş (EQ) 39:20 A. Yayilkan (EQ) 39:35 E. Odabaş (EQ) 52:04 | (6:3, 4:0, 1:3) | 03:58 (EQ) S. Jansen Middleton 07:54 (EQ) E. Paek 15:23 (EQ) L. Wimmer 42:06 (EQ) S. Jansen Middleton 43:25 (EQ) L. Wimmer 49:46 (EQ) L. Wimmer | Widzów: 1246 Sędzia główny: Nikolas Neutzer Sędziowie liniowi: Petr Šimánek Niklas Wilhelmsen |
| Godzina: 20:00 | 4 min. kar |                 | 4 min. kar | Widzów: 1246 Sędzia główny: Nikolas Neutzer Sędziowie liniowi: Petr Šimánek Niklas Wilhelmsen |

Tabela
| Lp. | Zespół               | M | Pkt | Z | Zd | Pd | P | G+ | G- | +/− |
| --- | -------------------- | - | --- | - | -- | -- | - | -- | -- | --- |
| 1   | Belgia               | 5 | 15  | 5 | 0  | 0  | 0 | 33 | 11 | +22 |
| 2   | Meksyk               | 5 | 12  | 4 | 0  | 0  | 1 | 24 | 15 | +9  |
| 3   | Turcja               | 5 | 9   | 3 | 0  | 0  | 2 | 38 | 19 | +19 |
| 4   | Islandia             | 5 | 6   | 2 | 0  | 0  | 3 | 26 | 19 | +7  |
| 5   | Nowa Zelandia        | 5 | 3   | 1 | 0  | 0  | 4 | 21 | 31 | -10 |
| 6   | Bośnia i Hercegowina | 5 | 0   | 0 | 0  | 0  | 5 | 7  | 54 | -47 |

    = awans do II dywizji grupy B
    = utrzymanie w III dywizji grupie A
    = spadek do III dywizji grupy B
Statystyki indywidualne
- Klasyfikacja strzelców:  Emin İnandı
 Ege Odabaş
 Luis Valencia: 8 goli[1]
- Klasyfikacja asystentów:  Robbe Delport
 Emin İnandı: 10 asyst[2]
- Klasyfikacja kanadyjska:  Emin İnandı: 18 punktów[3]
- Klasyfikacja kanadyjska obrońców:  Jack Wilson: 9 punktów[4]
- Klasyfikacja +/−:  Kaan Bahadır: +16[5]
- Klasyfikacja skuteczności interwencji bramkarzy:  Thijs Scheyltjens: 89,89%[6]
- Klasyfikacja średniej goli straconych na mecz bramkarzy:  Thijs Scheyltjens: 2,25
- Klasyfikacja minut kar:  Efe Öztorun: 33 minuty[7]

Nagrody indywidualne
Dyrektoriat turnieju wybrał trójkę najlepszych zawodników, po jednym na każdej pozycji:
- Bramkarz:  Santiago Cucuraqui
- Obrońca:  Dillen Berckx
- Napastnik:  Ege Odabaş

## Grupa B
Wyniki
| 4 marca 2024 | Tajlandia | 2:7 | Turkmenistan | Stadion lodowy, Kapsztad |

| Szczegóły      | Szczegóły                                             | Szczegóły       | Szczegóły | Szczegóły                                                                                   |
| -------------- | ----------------------------------------------------- | --------------- | --- | ------------------------------------------------------------------------------------------- |
| Godzina: 14:30 | T. Kulthanthorn (EQ) 34:50 T. Kulthanthorn (PP) 43:59 | (0:2, 1:2, 1:3) | 01:02 (EQ) S. Durdijew 09:12 (EQ) E. Isajew 30:40 (EQ) S. Durdijew 38:20 (EQ) S. Durdijew 41:22 (EQ) S. Durdijew 47:00 (EQ) P. Szamuhammiedow 48:16 (EQ) S. Beglijew | Widzów: 50 Sędzia główny: Pavel Halas JR Sędziowie liniowi: Morne Moses Brian van Rijzewijk |
| Godzina: 14:30 | 8 min. kar                                            |                 | 14 min. kar | Widzów: 50 Sędzia główny: Pavel Halas JR Sędziowie liniowi: Morne Moses Brian van Rijzewijk |

| 4 marca 2024 | Hongkong | 11:1 | Południowa Afryka | Stadion lodowy, Kapsztad |

| Szczegóły      | Szczegóły | Szczegóły       | Szczegóły                   | Szczegóły                                                                                   |
| -------------- | --- | --------------- | --------------------------- | ------------------------------------------------------------------------------------------- |
| Godzina: 19:30 | S. Y. R. Koo (PP) 13:56 P. C. L. Tang (EQ) 17:54 T. L. O. Kwok (EQ) 19:42 T. L. Z. Wang (EQ) 21:03 L. D. Lam (EQ) 22:20 H. Y. A. Au (SH) 24:29 T. L. Z. Wang (EQ) 25:33 L. D. Lam (PP) 31:26 S. K. Wong (EQ) 42:22 S. Y. R. Koo (EQ) 42:48 W. S. R. Wong (SH) 53:12 | (3:1, 5:0, 3:0) | 01:05 (EQ) D. van der Merwe | Widzów: 150 Sędzia główny: Gergely Gebei Sędziowie liniowi: Michael Chrestensen Vít Lederer |
| Godzina: 19:30 | 12 min. kar |                 | 8 min. kar                  | Widzów: 150 Sędzia główny: Gergely Gebei Sędziowie liniowi: Michael Chrestensen Vít Lederer |

| 5 marca 2024 | Turkmenistan | 3:8 | Hongkong | Stadion lodowy, Kapsztad |

| Szczegóły      | Szczegóły                                                           | Szczegóły       | Szczegóły | Szczegóły                                                                                  |
| -------------- | ------------------------------------------------------------------- | --------------- | --- | ------------------------------------------------------------------------------------------ |
| Godzina: 14:30 | S. Wahitow (EQ) 22:26 I. Durdijew (SH) 38:22 I. Durdijew (SH) 39:16 | (0:1, 3:3, 0:4) | 14:33 (EQ) H. Y. A. Au 25:49 (EQ) L. D. Lam 28:17 (EQ) S. K. Wong 31:41 (EQ) S. Y. R. Koo 49:39 (EQ) M. H. T. Kut 50:10 (EQ) H. P. K. Chan 52:56 (SH) L. Daly 57:23 (PP) S. K. Wong | Widzów: 30 Sędzia główny: Gergely Gebei Sędziowie liniowi: Vít Lederer Brian van Rijzewijk |
| Godzina: 14:30 | 10 min. kar                                                         |                 | 14 min. kar | Widzów: 30 Sędzia główny: Gergely Gebei Sędziowie liniowi: Vít Lederer Brian van Rijzewijk |

| 5 marca 2024 | Tajlandia | 12:2 | Południowa Afryka | Stadion lodowy, Kapsztad |

| Szczegóły      | Szczegóły | Szczegóły       | Szczegóły                                        | Szczegóły                                                                                    |
| -------------- | --- | --------------- | ------------------------------------------------ | -------------------------------------------------------------------------------------------- |
| Godzina: 19:30 | C. Intajak (EQ) 02:27 C. Intajak (EQ) 04:55 A. Thongin (EQ) 05:56 T. Kulthanthorn (PP2) 15:26 T. Pataramasakul (EQ) 17:23 C. Intajak (EQ) 25:07 T. Pataramasakul (EQ) 41:05 T. Kulthanthorn (EQ) 43:28 T. Kulthanthorn (EQ) 44:47 T. Limpanyakul (EQ) 53:34 T. Kulthanthorn (EQ) 54:39 N. Phannarai (EQ) 58:19 | (5:0, 1:2, 6:0) | 21:58 (EQ) D. van der Merwe 34:25 (EQ) S. Goniwe | Widzów: 150 Sędzia główny: Oskar Øvstedal Sędziowie liniowi: Morne Moses Brian van Rijzewijk |
| Godzina: 19:30 | 10 min. kar |                 | 33 min. kar                                      | Widzów: 150 Sędzia główny: Oskar Øvstedal Sędziowie liniowi: Morne Moses Brian van Rijzewijk |

| 7 marca 2024 | Hongkong | 1:3 | Tajlandia | Stadion lodowy, Kapsztad |

| Szczegóły      | Szczegóły                | Szczegóły       | Szczegóły                                                                      | Szczegóły                                                                                   |
| -------------- | ------------------------ | --------------- | ------------------------------------------------------------------------------ | ------------------------------------------------------------------------------------------- |
| Godzina: 14:30 | T. L. O. Kwok (PP) 04:58 | (1:1, 0:1, 0:1) | 02:15 (EQ) T. Kulthanthorn 29:36 (EQ) T. Limpanyakul 59:52 (EQ/ENG) C. Intajak | Widzów: 40 Sędzia główny: Oskar Øvstedal Sędziowie liniowi: Michael Chrestensen Vít Lederer |
| Godzina: 14:30 | 12 min. kar              |                 | 10 min. kar                                                                    | Widzów: 40 Sędzia główny: Oskar Øvstedal Sędziowie liniowi: Michael Chrestensen Vít Lederer |

| 7 marca 2024 | Południowa Afryka | 2:6 | Turkmenistan | Stadion lodowy, Kapsztad |

| Szczegóły      | Szczegóły                                       | Szczegóły       | Szczegóły | Szczegóły                                                                                    |
| -------------- | ----------------------------------------------- | --------------- | --- | -------------------------------------------------------------------------------------------- |
| Godzina: 19:30 | D. van der Merwe (PP) 20:44 N. Levin (EQ) 26:08 | (0:1, 2:2, 0:3) | 08:35 (EQ) A. Muhijew 24:00 (EQ) S. Wahitow 32:50 (PP) S. Beglijew 41:58 (SH) A. Muhijew 46:35 (EQ) I. Durdijew 59:32 (PP) I. Durdijew | Widzów: 300 Sędzia główny: Pavel Halas JR Sędziowie liniowi: Michael Chrestensen Morne Moses |
| Godzina: 19:30 | 8 min. kar                                      |                 | 22 min. kar | Widzów: 300 Sędzia główny: Pavel Halas JR Sędziowie liniowi: Michael Chrestensen Morne Moses |

Tabela
| Lp. | Zespół            | M | Pkt | Z | Zd | Pd | P | G+ | G- | +/− |
| --- | ----------------- | - | --- | - | -- | -- | - | -- | -- | --- |
| 1.  | Hongkong          | 3 | 6   | 2 | 0  | 0  | 1 | 20 | 7  | +13 |
| 2.  | Turkmenistan      | 3 | 6   | 2 | 0  | 0  | 1 | 16 | 12 | +4  |
| 3.  | Tajlandia         | 3 | 6   | 2 | 0  | 0  | 1 | 17 | 10 | +7  |
| 4.  | Południowa Afryka | 3 | 0   | 0 | 0  | 0  | 3 | 5  | 29 | -24 |

    = awans do dywizji III, grupy A
Statystyki indywidualne
- Klasyfikacja strzelców:  Thananutch Kulthanthorn: 7 goli[9]
- Klasyfikacja asystentów:  Iskenderhan Durdijew
 Chinnapat Intajak
 Chayaphon Jaratkorn
 Man Hin Tommy Kut
 Sułtanhamit Wahitow: 5 asyst[10]
- Klasyfikacja kanadyjska:  Thananutch Kulthanthorn: 9 punktów[11]
- Klasyfikacja kanadyjska obrońców:  Man Hin Tommy Kut: 6 punktów[12]
- Klasyfikacja +/−:  Chinnapat Intajak: +9[13]
- Klasyfikacja skuteczności interwencji bramkarzy:  Michael Xy Kam Gan: 92,50%[14]
- Klasyfikacja średniej goli straconych na mecz bramkarzy:  Tsz Wing David Lam: 1,80
- Klasyfikacja minut kar:  Marumo Mothuloe: 29 minut[15]

Nagrody indywidualne
Dyrektoriat turnieju wybrał trójkę najlepszych zawodników, po jednym na każdej pozycji:
- Bramkarz:  Michael Xy Kam Gan
- Obrońca:  Man Hin Tommy Kut
- Napastnik:  Thananutch Kulthanthorn